# بريدجيت أوكونور
بريدجيت أوكونور (بالإنجليزية: Bridget O'Connor)‏ هي كاتبة سيناريو بريطانية، ولدت في 18 يناير 1961 في هارو ‏ في المملكة المتحدة، وتوفيت في 22 سبتمبر 2010 في هوف في المملكة المتحدة بسبب سرطان.

## وصلات خارجية
- بريدجيت أوكونور على موقع IMDb (الإنجليزية)
- بريدجيت أوكونور على موقع أول موفي (الإنجليزية)
- بريدجيت أوكونور على موقع قاعدة بيانات الفيلم (الإنجليزية)
- بريدجيت أوكونور على موقع كينوبويسك (الروسية)